# Geneviève Élisabeth Disdéri

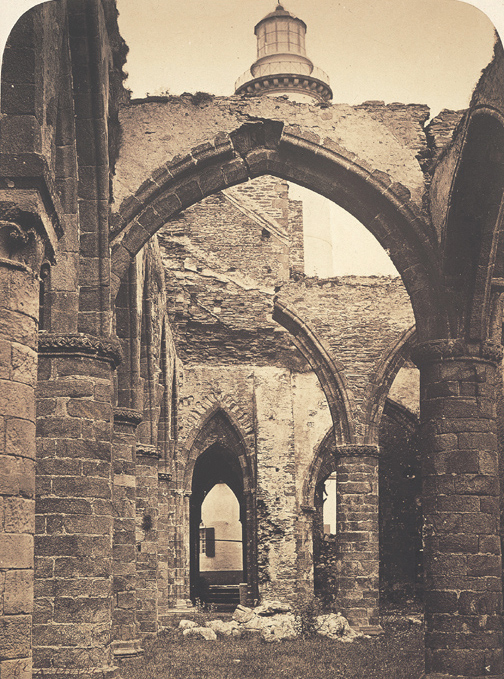
Ruiny St Mathieu

Geneviève Élisabeth Disdéri (roz. Francart, asi 1817 Paříž, Francie – 1878 Paříž) byla jedna z prvních francouzských fotografek, manželka André-Adolphe-Eugène Disdériho.

## Život a dílo
V roce 1843 si vzala průkopníka fotografie André-Adolphe-Eugène Disdériho, se kterým provozovala daguerrotypický ateliér v Brestu od pozdních 40. let 19. století. Po odchodu jejího manžela do Paříže v roce 1852, Geneviève pokračovala v provozování ateliéru sama. Známá je její série 28 pohledů na Brest, zejména architektonických, které byly publikovány pod názvem Brest et ses Environs v roce 1856. V roce 1872 se odstěhovala do Paříže, kde si otevřela studio na Rue du Bac a kde jí pravděpodobně pomáhal její syn Jules. Obchodní zápisy dokazují, že studio provozovala až do své smrti v pařížské nemocnici v roce 1878.

## Galerie

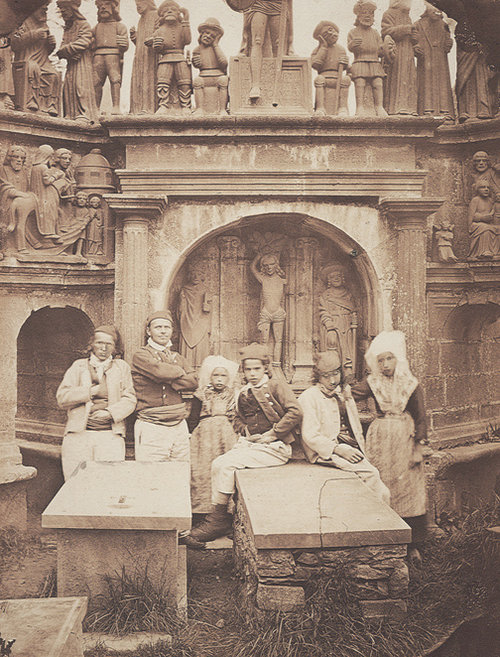
Hřbitov Plougastel